# Derek Malcolm
Derek Elliston Michael Malcolm (n. 12 mai 1932, Londra, Regatul Unit – d. 15 iulie 2023, Deal, Anglia, Regatul Unit) a fost un critic și istoric de film englez, care a publicat sute de recenzii în paginile ziarelor The Guardian și Evening Standard.

## Biografie
Malcolm a urmat studii la Eton College și apoi la Merton College din cadrul Universității Oxford. Încă din copilărie a dovedit un interes deosebit pentru film, mergând deseori la cinematograful din gara Victoria. Malcolm a lucrat timp de peste 30 de ani pe postul de critic de film al ziarului The Guardian, fiind anterior jocheu amator și primul corespondent al curselor de cai al ziarului. În 1977 a fost membru al juriului la ediția a 27-a a Festivalului Internațional de Film de la Berlin. La mijlocul anilor 1980 a fost gazda emisiunii The Film Club de la BBC2, care era dedicată filmelor de artă, și a fost timp de câțiva ani director al Festivalului de Film de la Londra.
După ce a părăsit The Guardian în 2000, a publicat ultima sa serie de articole, The Century of Films, în care analizează filmele regizorilor săi favoriți din întreaga lume. El a devenit critic șef de film al ziarului Evening Standard, fiind înlocuit în 2009 de romancierul Andrew O'Hagan. A continuat să mai scrie recenzii de film pentru ziar, dar a anunțat în iulie 2013 că-și va reduce tot mai mult contribuțiile publicistice. În 2008 a fost membru al juriului la ediția a 30-a a Festivalului Internațional de Film de la Moscova.
În anul 2003 a publicat o carte autobiografică intitulată Family Secrets, în care povestește, printre altele, cum tatăl său l-a împușcat în 1917 pe iubitul mamei sale, dar nu a fost găsit vinovat pentru săvârșirea crimei. Derek Malcolm este căsătorit din 1994 cu jurnalista și scriitoarea Sarah Gristwood.
Malcolm a fost președintele Federației Britanice a Societăților de Film și al Cercului Internațional al Criticilor de Film și președinte de onoare al FIPRESCI (Federația Internațională a Criticilor de Film).

## Legături externe
- Site-ul oficial al lui Derek Malcolm Arhivat în 17 mai 2014, la Wayback Machine.